# Messor structor
Espèce
Messor structor est une espèce de fourmi qui vit dans des milieux calcaires et siliceux. Elle se rencontre sur une bande allant de Nantes à Besançon pour la partie septentrionale. De Bordeaux à Grenoble en passant par Toulouse pour la plus méridionale. Elle se chevauche avec Messor ibericus dans la vallée du Rhône. On ne la rencontre pas dans la région méditerranéenne. 
C'est une espèce polygyne (avec plusieurs reines) chez qui on observe un polymorphisme important comme pour tout le genre. Les ouvrières mesurent de 3 à 10 mm et sont avec un polymorphisme progressif: minor, media et major. Les reines mesurent 10 mm. C'est une espèce essentiellement granivore et insectivore. 

## Fourmillière
Les fourmilières sont souvent en pleine terre, parfois sous les pierres qui servent de solarium. L'entrée des nids reste discrète avec parfois un petit monticule de terre évacuée.  